# Konstantínos Stefanópoulos
 (novembre 2016).
Si vous disposez d'ouvrages ou d'articles de référence ou si vous connaissez des sites web de qualité traitant du thème abordé ici, merci de compléter l'article en donnant les références utiles à sa vérifiabilité et en les liant à la section « Notes et références ».
Konstantínos « Kostís » Stefanópoulos (en grec moderne : Κωνσταντίνος (Κωστής) Στεφανόπουλος), né le 15 août 1926 à Patras et mort le 20 novembre 2016 à Athènes, est un homme d'État grec conservateur. Il est président de la République entre 1995 et 2005.
Il est issu de deux familles politiques très implantées dans sa ville natale. Avocat formé à l'université d'Athènes, il est élu député sous les couleurs de l'ERE en 1964, un mandat écourté par la dictature des colonels.
Il rejoint donc la ND en 1974 et se fait réélire au Parlement. Il prend les fonctions de ministre de l'Intérieur et fait campagne pour le rétablissement de la monarchie lors du référendum organisé peu après. Il devient ministre des Services sociaux en 1976, puis ministre de la Présidence à partir de 1977.
La ND passe dans l'opposition en 1981. Ayant échoué par deux fois à prendre la présidence du parti, il exerce de hautes fonctions au sein du groupe parlementaire. Il quitte la formation après que Konstantínos Mitsotákis a été confirmé à sa tête à la suite de la défaite aux élections de 1985. Il fonde donc un parti plus nationaliste, le Renouveau démocratique (DI.ANA), dont il sera le seul candidat élu aux élections anticipées de juin 1989. Il se met en retrait de la vie politique en 1994, à la suite des nombreux échecs de DI.ANA.
En 1995, il est élu au troisième tour de scrutin président de la République avec le soutien du PASOK d'Andréas Papandréou et de POLAN d'Antónis Samarás. Appuyé par le PASOK et la ND, il entame un second quinquennat en 2000, devenant le premier chef de l'État grec à enchaîner deux mandats consécutifs. Il est remplacé en 2005 par le socialiste Károlos Papoúlias et quitte la vie publique.

## Biographie

### Jeunesse
Il est le fils de Dimítrios Stefanópoulos, élu député en 1920 et ayant exercé diverses fonctions ministérielles, et descend par sa mère de la famille Prátzikas, très ancienne et influente à Patras.
Après des études secondaires dans une école de Patras, il étudie le droit à l'université d'Athènes. En 1954, il devient avocat et s'inscrit au barreau de Patras.
En 1958, alors qu'il a seulement 31 ans, il postule aux élections législatives du 11 mai sous les couleurs de l'Union nationale radicale (ERE), le parti conservateur de Konstantínos Karamanlís. Il échoue, de même qu'aux scrutins anticipés de 1961 et 1963. Il parvient finalement à intégrer le Parlement à la suite des élections législatives anticipées du 16 février 1964, les dernières avant le coup d'État des colonels de 1967.

### Parcours politique sous laIIIeRépublique

#### Des débuts rapides
Après la chute de la junte militaire, il est désigné le 26 juillet 1974 ministre adjoint du Commerce dans le gouvernement d'union nationale mis en place sous l'autorité de Konstantínos Karamanlís. Il adhère ensuite à la Nouvelle Démocratie (ND), parti de centre droit qui se veut alors social-libéral et que forme Karamanlís pour remplacer l'ERE, dont il devient membre du comité central.
Pour les élections législatives du 17 novembre suivant, il postule dans la circonscription d'Achaïe, où il est élu député. Le 21 novembre, Konstantínos Stefanópoulos est nommé à 48 ans ministre de l'Intérieur dans le sixième gouvernement de Konstantínos Karamanlís. Dans le cadre de la campagne pour le référendum sur la nature du régime politique de l'État grec convoqué le 8 décembre, il fait campagne en faveur du rétablissement de la monarchie, mais les citoyens choisiront à une nette majorité de confirmer le choix du régime républicain.
Lors du remaniement ministériel opéré le 10 septembre 1976, il devient ministre des Services sociaux.

#### Une ascension contrariée
Il est réélu aux élections législatives anticipées du 20 novembre 1977. À la formation du septième cabinet Karamanlís le 28 novembre, il prend les fonctions de ministre de la Présidence du gouvernement. Il est confirmé par Geórgios Rállis quand celui-ci prend la direction du gouvernement le 10 mai 1980, à la suite de l'élection de Karamanlís à la présidence de la République.
Les élections législatives du 18 octobre 1981 voient la victoire du PASOK socialiste et nationaliste d'Andréas Papandréou. Réélu parlementaire, Stefanópoulos est relevé de ses responsabilités ministérielles trois jours plus tard.
Rállis ayant perdu un vote de confiance devant le groupe parlementaire, ce dernier doit désigner le nouveau président du parti. Comptant parmi les trois candidats, Kostís Stefanópoulos recueille 32 votes favorables et se classe ainsi deuxième derrière l'ancien ministre de la Défense Evángelos Avéroff lors du scrutin convoqué le 9 décembre. Il devient alors secrétaire, puis porte-parole du groupe parlementaire.
Avéroff annonce sa démission pour raisons de santé à l'été 1984. Le 1er septembre, le groupe parlementaire se réunit pour lui trouver un successeur. L'ancien ministre des Affaires étrangères Konstantínos Mitsotákis est élu avec 70 voix en sa faveur, contre 40 à Stefanópoulos.

#### Rupture avec la ND et échec de DI.ANA
Il se maintient au Parlement lors des élections législatives anticipées du 2 juin 1985. Bien que réalisant un score en augmentation, la ND est à nouveau défaite par le PASOK. Mitsotákis se soumet au vote de confiance du groupe parlementaire le 24 août et l'emporte. En conséquence, Stefanópoulos, opposé à ce choix, décide de rompre avec sa formation cinq jours plus tard. Emmenant neuf députés dans son sillage, il annonce la fondation le 6 septembre du parti Renouveau démocratique (DI.ANA), qui se place sur un segment idéologique libéral-conservateur.
Ce parti subit deux échecs consécutifs dès ses premières incursions sur la scène électorale. Premièrement, aux élections européennes du 15 juin 1989, il remporte à peine 1,4 % des voix, faisant toutefois élire un député européen, Dimitrios Nianias qui rejoint le groupe conservateur et eurosceptique RDE. Ensuite, au cours des élections législatives du 18 juin suivant, avec seulement 1 % des suffrages exprimés et un seul député, lui-même dans la circonscription Athènes A.

#### Une mise en retrait progressive
Aux élections législatives anticipées du 5 novembre 1989, sa formation ne présente aucun candidat. Il quitte alors le Parlement après quinze années de présence. Il conserve cependant la présidence de DI.ANA, qui recueille à peine 0,7 % des voix aux élections législatives anticipées du 8 avril 1990. S'il n'envoie aucun candidat aux élections législatives anticipées du 10 octobre 1993, le parti atteint 2,8 % des suffrages aux élections européennes du 12 juin 1994 sans parvenir à faire élire un seul parlementaire. Cet échec l'amène à suspendre les activités du parti.

### Président de la République

#### Élection de 1995
Dans la perspective de l'élection présidentielle de février et mars 1995, le petit parti conservateur et nationaliste Printemps politique (POLAN) d'Antónis Samarás décide de le présenter comme candidat. Le Premier ministre Andréas Papandréou étant affaibli par la maladie, il renonce à postuler et lui apporte alors le soutien du PASOK. Aux trois tours de scrutin devant le Parlement, il recueille 181 voix favorables, ce qui est suffisant pour le faire élire au troisième tour, le 8 mars, et éviter ainsi des élections anticipées.
Le 10 mars 1995, Konstantínos Stefanópoulos est investi à 68 ans président de la République hellénique. Il succède ainsi à son ancien chef du gouvernement Konstantínos Karamanlís. Moins d'un an plus tard, le 18 janvier 1996, il procède au remplacement de Papandréou par le socialiste pro-européen Konstantínos Simítis aux fonctions de Premier ministre, suivant les recommandations du PASOK. C'est alors la première fois depuis 1989 qu'aucune des grandes familles de la scène politique grecque n'occupe les deux plus hautes charges exécutives.
À la demande de son Premier ministre, il prononce le 23 août 1996 la dissolution du Parlement et convoque les élections législatives anticipées le 22 septembre.

#### Réélection en 2000

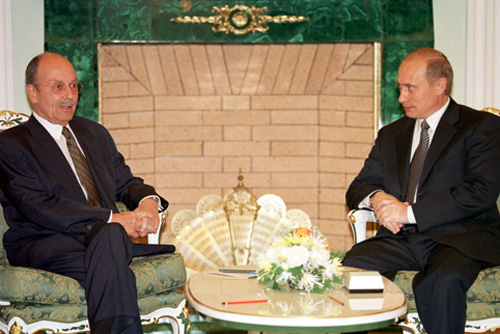
Konstantínos Stefanópoulos et le président russe Vladimir Poutine au Kremlin le 26 juin 2000.

Pour l'élection présidentielle du 8 février 2000, il reçoit l'investiture du PASOK et de la ND. Il est donc réélu dès le premier tour, par 269 voix sur 298 députés présents. Il devient le premier chef de l'État depuis 1974 à accomplir un second mandat de manière consécutive. À la suite du retour au pouvoir des conservateurs, il désigne le 10 mars 2004 le président de la ND Konstantínos Karamanlís, neveu de l'ancien chef de l'exécutif, au poste de Premier ministre.

#### Fin de mandat
En sa qualité de chef de l'État grec, il est chargé de déclarer ouverts les Jeux olympiques d'été de 2004, qui se déroulent à Athènes, lors de la cérémonie du 13 août. Il réitère cet acte le 17 septembre, à l'occasion des Jeux paralympiques d'été. Le 24 décembre, il reçoit au palais présidentiel l'ancien roi des Hellènes Constantin II, qui accomplit sa troisième visite dans le pays depuis son départ en exil en 1967, et sa famille.
Le 8 février 2005, le Parlement élit le socialiste Károlos Papoúlias pour prendre sa suite, la Constitution n'autorisant pas plus de deux mandats présidentiels. Il lui cède ses pouvoirs le 8 mars 2005 suivant et se retire alors de la vie publique.

### Vie privée
Il épouse en 1959 Eugenía Stounopoúlou. Ensemble, ils ont quatre enfants qui auront en tout six petits-enfants. Son épouse meurt en 1988 et il ne s'est pas remarié.
Il meurt dans un hôpital d'Athènes le 20 novembre 2016 des suites d'une infection pulmonaire à l'âge de 90 ans.

## Distinctions
- Chevalier de l'ordre de l'Aigle blanc (1996)[3]  Pologne
- Grand-croix de l'ordre de Vytautas le Grand(21 February 1997)[4]  Lituanie
- : Order of Sikatuna (23 June 1997)[5] Philippines
- Collier de l'ordre de Charles III (22 May 1998)[6]  Espagne
- : Grand ordre du Roi Tomislav [7]  Croatie
- : Ordre d'or de la liberté (1999)[8]  Slovénie
- : Grand étoile de l'Ordre du Mérite  (1999)[9] Austria
- Grand-croix avec collier de l'ordre de l'Étoile de Roumanie (1999)[10] Roumanie
- Chevalier de l'ordre des Séraphins (24 April 1999) Suède
- Grand-croix avec collier de l'ordre de la Croix de Terra Mariana (4 May 1999)[11] Estonia
- Grand-croix de l'ordre du grand-duc Gediminas (1 July 1999)[4] Lithuania
- : Grand-croix (1ère classe ) de l'Ordre de la Double Croix Blanche (2000)[12] Slovakia
- Grand-croix avec collier de l'ordre de l'Infant Dom Henri (21 février 2000)  Portugal
- Chevalier grand-croix au grand cordon de l'ordre du Mérite (23 janvier 2001)  Italie
- Modèle:Déco Commandeur avec étoile de l'ordre du Faucon (18 septembre 2001)[13]  Islande
- Chevalier de l'ordre de Pie IX (2002)  Vatican
- : Ordre national du Mérite (5 septembre 2002)[14]  Malte
- Grand-croix de l'ordre de Saint-Olaf (7 juin 2004)[15]  Norvège
- Chevalier de l'ordre du Lion d'or de la Maison de Nassau[16]  Luxembourg
- Grand-croix de l'ordre des Trois Étoiles[17]  Lettonie